# Comisión de investigación sobre la Operación Cataluña

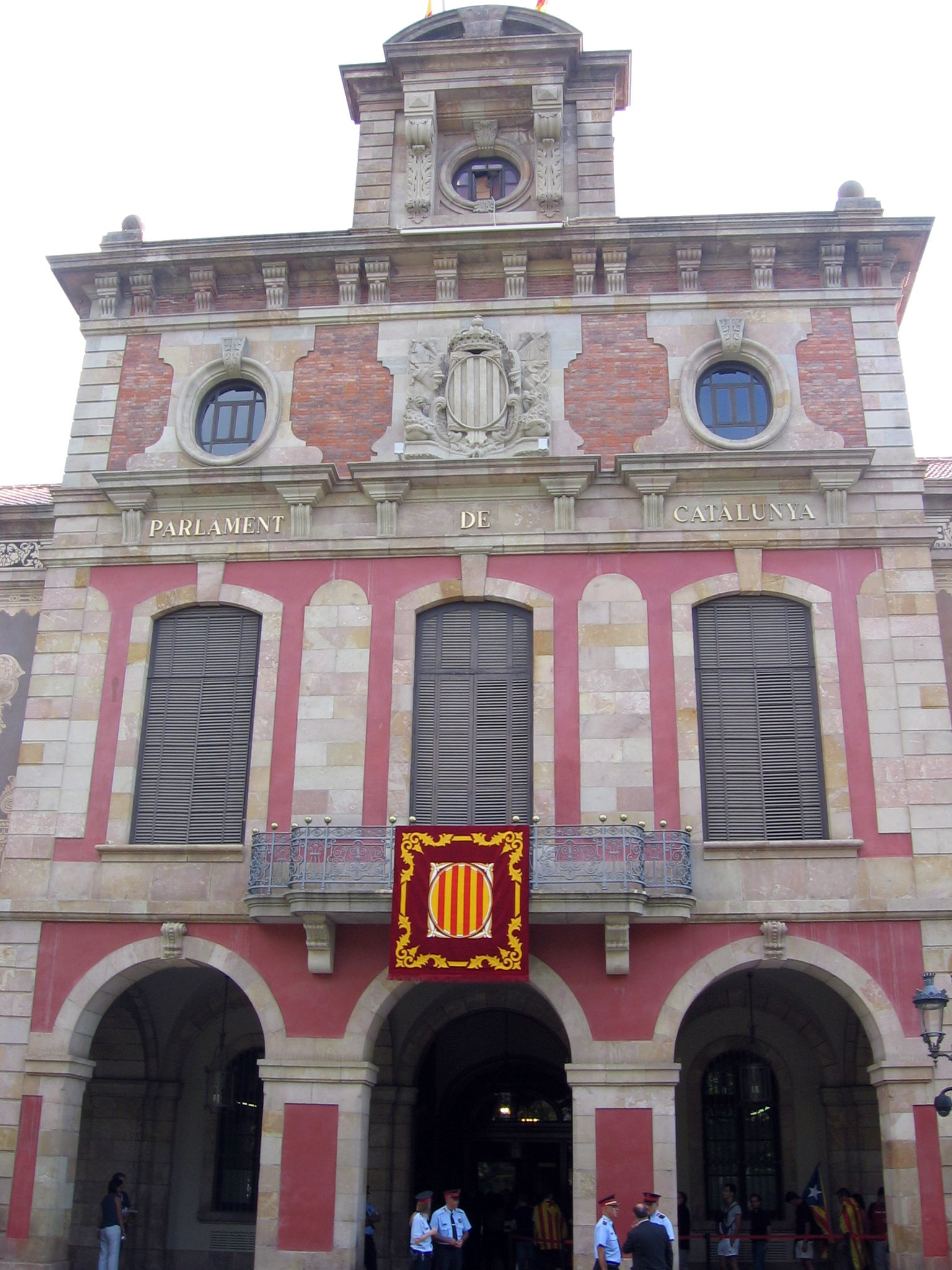
Fachada del Palacio del Parlamento de Cataluña.

La comisión de investigación sobre la Operación Cataluña fue una comisión de investigación que se constituyó el 21 de abril de 2017 en el Parlamento de Cataluña para averiguar todo lo referente a la llamada Operación Cataluña que, según las conclusiones de la propia comisión, fue «una conspiración para intentar frenar la disidencia política en Cataluña, y particularmente el movimiento independentista» y que fue llevada a cabo, «al menos, durante los años en que Jorge Fernández Díaz (2011-2016) fue ministro del Interior español». Su objetivo, según la comisión, era «reducir el apoyo social del independentismo en tanto que opción política mediante la desacreditación» de sus líderes.
El dictamen final de la comisión de investigación se redactó el 29 de agosto de 2017 exclusivamente con la participación de los dos grupos independentistas, Junts pel Sí y CUP, y el constitucionalista de Catalunya Sí que es Pot; ya que el resto de grupos constitucionalistas (Ciudadanos, Partido Popular y Partit dels Socialistes de Catalunya, PSC) habían abandonado la comisión en diferentes momentos. El dictamen final de la comisión fue aprobado por el pleno del Parlamento de Cataluña el 7 de septiembre de 2017. Votaron a favor los dos grupos independentistas y Catalunya Sí que es Pot y en contra el Partido Popular, mientras que el PSC y Ciudadanos se abstuvieron.

## Desarrollo
La comisión de investigación del Parlamento de Cataluña se formó a raíz de la revelación el 21 de junio de 2016 por parte del diario digital Público de las grabaciones de dos conversaciones mantenidas el 2 y el 16 de octubre de 2014 entre el ministro del Interior Fernández Díaz con el director de la Oficina Antifraude de Cataluña Daniel de Alfonso Laso en las que trataron sobre la posible incriminación por casos de corrupción de líderes independentistas o de sus familiares más cercanos. El contenido de estas conversaciones también dio lugar a la formación de una comisión de investigación sobre el mismo tema en el Congreso de los Diputados.
La «Comisión de Investigación sobre la Operación Cataluña», nombre oficial de la comisión, fue aprobada por el pleno del Parlamento de Cataluña el 8 de marzo de 2017 con los votos a favor de Junts pel Sí ―que fue el grupo parlamentario que hizo la propuesta―, CUP, Catalunya Sí que es Pot y Partit dels Socialistes de Catalunya (PSC), y el voto en contra del Partido Popular, mientras que Ciudadanos se abstuvo. La comisión se constituyó el 21 de abril, presidida por la diputada Alba Vergés de Junts pel Sí. En su primera intervención como presidenta de la comisión la diputada Vergés dijo que se investigarían presuntos «montajes policiales, dossieres, invenciones (sobre políticos independentistas)... y cualquier práctica que no sea propia en un Estado de derecho y que, por tanto, se encontraría de espaldas a la ley».
Hubo 19 comparecencias en 20 sesiones, comenzando por los periodistas del diario Público Patricia López y Carlos Enrique Bayo, que habían destapado el caso de las grabaciones de las conversaciones entre el ministro Fernández Díaz y el director de la Oficina Antifraude de Cataluña.
Sin embargo muchos de los llamados a declarar no acudieron al Parlament, como el presidente del gobierno Mariano Rajoy, la vicepresidenta Soraya Sáenz de Santamaría, el exministro Jorge Fernández Díaz, el exdirector de la Oficina Antifraude de Cataluña Daniel de Alfonso Laso, el jefe de gabinete de Rajoy Jorge Moragas, el fiscal superior de Cataluña, el embajador de España en Andorra, y un largo etcétera. Tampoco declararon los policías presuntamente implicados, excepto el excomisario Marcelino Martín Blas-Aranda, exjefe de la Unidad de Asuntos Internos.

### Abandono de la comisión por parte de los partidos constitucionalistas, excepto Catalunya Sí que es Pot
Los tres grupos parlamentarios constitucionalistas abandonaron la comisión y no participaron en la redacción del dictamen final. El primero fue el del Partit dels Socialistes de Catalunya (PSC) por no haberse aceptado la formación de otra comisión de investigación sobre las actuaciones del gobierno de Cataluña para preparar la separación de Cataluña del resto de España. Poco después la abandonó el grupo parlamentario del Partido Popular alegando que se estaba haciendo un uso partidista de la comisión por parte de los dos grupos independentistas. «Las comparecencias han sido un esperpento. Se ha querido montar el numerito y los comparecientes han sido debidamente seleccionados por tener un claro sesgo contra el PP», afirmó su portavoz en la comisión. Por último, la abandonó Ciudadanos con el argumento de que «se estaba desvirtuando la finalidad de aclarar los hechos y dilucidar responsabilidades políticas».

## Dictamen

### Conclusiones
Según el dictamen de la Comisión de Investigación del Parlamento de Cataluña la Operación Cataluña fue «una conspiración para intentar frenar la disidencia política en Cataluña, y particularmente el movimiento independentista» llevada a cabo, «al menos, durante los años en que Jorge Fernández Díaz (2011-2016) fue ministro del Interior español». Se concretó en «una serie de actuaciones de carácter político, policial y de inteligencia que han buscado reducir el apoyo social del independentismo en tanto que opción política mediante la desacreditación» asociando «en el imaginario colectivo de la sociedad catalana y española un movimiento político legítimo, democrático y pacífico, como el independentista, con prácticas fraudulentas. Por eso, y de manera específica, lo que se buscaba era asociar a los líderes políticos y cívicos independentistas con la corrupción». Así se trataba de organizar «una causa general contra el independentismo en la que no se han perseguido prácticas sino personas, no se ha mandado investigar hechos sino nombres».
Según el dictamen el método que se utilizó para desprestigiar a los líderes nacionalistas catalanes fue la creación de «informes policiales que se construían basándose en la mezcla de informaciones falsas con datos obtenidos de forma fraudulenta y con elucubraciones de procedencia ambigua y anónima, con la idea final de fabricar un relato que diese apariencia de caso auténtico y contrastado para poder trasladarlo posteriormente a la prensa o poder judicializarlo». La elaboración de estos informes «falsos o manipulados» corrió a cargo de una «brigada políticopolicial» «fuera de la estructura orgánica del Cuerpo Nacional de Policía», «formada por al menos una decena de comisarios e inspectores jefe que, alrededor del exjefe de la Dirección Adjunta Operativa (DAO) Eugenio Pino, ocupaban lugares de trabajo fuera del catálogo y llevaban a cabo investigaciones prospectivas contra adversarios políticos, o bien construían montajes falsos». Estos después filtraban los informes a «medios afines (que colaboran con el conjunto de la operación)», de los que el dictamen de la comisión nombraba expresamente al diario “El Mundo”. Los informes se iniciaban siempre «con investigaciones prospectivas», «es decir, aleatorias y con carácter persecutorio», «una práctica expresamente prohibida por la Ley de enjuiciamiento criminal» que impide «expresamente que la policía en el marco de su actuación indagadora, pueda actuar al margen del conocimiento de la autoridad judicial. Y en este caso se ha hecho permanentemente».
El dictamen de la comisión citaba como «un caso paradigmático y significativo» «el informe atribuido a la UDEF en que se asociaba al presidente Artur Mas con cuentas en bancos situados en paraísos fiscales y que publicó el diario ‘’El Mundo’’, el 19 de noviembre de 2012, coincidiendo con la campaña de las elecciones al Parlamento de Cataluña que se tenían que celebrar el 25 de aquel mes». El otro caso más destacado de «persecución política», según el dictamen, fue el que afectó al exalcalde de Barcelona Xavier Trias, a raíz de una noticia aparecida en el diario El Mundo el 27 de octubre de 2014, pocos días antes de la celebración de la Consulta del 9-N, que decía que Trias poseía dinero en el extranjero. Sin embargo en noviembre de 2017 se produjo la filtración de los Paradise Papers y tuvo que reconocer que miembros de su familia habían tenido dinero en Suiza. Trias afirmó no ser conocedor de estos hechos, ya que el trust familiar era administrado por sus padres. A pesar de figurar como beneficiario, junto a once hermanos y un sobrino, declaró no haber recibido el dinero, que fue heredado por su hermano.
Por otro lado, la Comisión situó el inicio de la Operación Cataluña en la grabación de la conversación entre Alicia Sánchez-Camacho, entonces presidenta del Partido Popular de Cataluña, y la exnovia de Jordi Pujol Ferrusola Victoria Álvarez que tuvo lugar el 7 de julio de 2010 en un conocido restaurante de Barcelona, y cuyo contenido fue desvelado dos años y medio después, en febrero de 2013, por varios medios.
La Comisión concluyó finalmente que la Operación Cataluña había sido un ejercicio de «guerra sucia en pleno siglo XXI».

### Aprobación del dictamen por el pleno
El dictamen final de la comisión fue aprobado por el pleno del Parlamento de Cataluña el 7 de septiembre de 2017 con los votos a favor de los dos grupos independentistas, Junts pel Sí y la CUP, y el voto en contra del Partido Popular, mientras que el PSC y Ciudadanos se abstuvieron. El diputado que habló en nombre de este último grupo criticó el trabajo de la comisión calificándola de «instrumental» porque tenía «una tesis que había que defender, que es que el Gobierno de España ataca a Cataluña», aunque a continuación lamentó «la actuación del exministro del Interior Jorge Fernández Díaz y del exdirector de la Oficina antifraude, Daniel De Alfonso». Por su parte el portavoz del PSC consideró que se había «acreditado» que el ministro Fernández Díaz «dirigió» un grupo de policías «que tenían como finalidad ir en contra de fuerzas políticas soberanistas y también del resto del Estado que se oponen al PP». Le reprochó al ministro haber hecho «un uso partidista de los efectivos y recursos del Ministerio del Interior, en claro abuso de poder que rompe el Estado de derecho». En cuanto al PP, su portavoz criticó duramente a la comisión de la que dijo que tenía más «ansias de compartir un relato» que de «buscar la verdad». También negó la existencia de la «operación Cataluña» y afirmó que la comisión se había «inventado conspiraciones».